# Vlag van Mazovië
De vlag van Mazovië toont een witte adelaar, een veelvoorkomend symbool in de Poolse heraldiek, op een rode achtergrond. De vogel heeft gouden klauwen, een gouden snavel en een gouden tong.
Mazovië nam de huidige vlag aan op 29 mei 2006, waarmee de vorige vlag die een ietwat anders weergegeven adelaar in het midden van de vlag toonde vervangen werd. Die vorige vlag werd echter nooit officieel vastgelegd, omdat niet aan de heraldische wensen werd voldaan. Het ontwerp van de huidige vlag was van Andrzej Heidrich.